# Ismael Tejería
Ismael Tejería Russi (Las Piedras, 23 febbraio 2000) è un calciatore uruguaiano, difensore del La Luz.

## Caratteristiche tecniche
È un difensore centrale.

## Carriera
Cresciuto nel settore giovanile del Racing Montevideo, nel 2018 viene acquistato dal Boston River che lo aggrega per due stagioni nel proprio settore giovanile. Nel 2020 viene promosso in prima squadra, con cui debutta il 29 gennaio 2021 in occasione del match di Primera División Profesional vinto 2-1 contro il Cerro Largo.

## Statistiche
Statistiche aggiornate al 18 febbraio 2021.

### Presenze e reti nei club
| Stagione        | Squadra         | Campionato      | Campionato | Campionato | Coppe nazionali | Coppe nazionali | Coppe nazionali | Coppe continentali | Coppe continentali | Coppe continentali | Altre coppe | Altre coppe | Altre coppe | Totale | Totale | Totale |
| Stagione        | Squadra         | Comp            | Pres       | Reti       | Comp            | Pres            | Reti            | Comp               | Pres               | Reti               | Comp        | Pres        | Reti        | Pres   | Reti   |        |
| --------------- | --------------- | --------------- | ---------- | ---------- | --------------- | --------------- | --------------- | ------------------ | ------------------ | ------------------ | ----------- | ----------- | ----------- | ------ | ------ | ------ |
| 2020            | Boston River    | PD              | 4          | 0          |                 | -               | -               |                    | -                  | -                  |             | -           | -           | 4      | 0      |        |
| Totale carriera | Totale carriera | Totale carriera | 4          | 0          |                 | -               | -               |                    | -                  | -                  |             | -           | -           | 4      | 0      |        |